# Sedesa
Sedesa este una dintre cele mai mari companii de investiții imobiliare din Spania.
Compania este prezentă și în România, unde se ocupă în prezent (martie 2009) de reabilitarea infrastructurii din centrul istoric al Bucureștiului.